# رتلسهایم
رتلسهایم (به فرانسوی: Rottelsheim) یک کمون در فرانسه با جمعیت ۳۲۴ نفر است که در Canton of Brumath واقع شده‌است.